# Il serpente (film 1916)
Il serpente (The Serpent) è un film muto del 1916 diretto da Raoul Walsh. La pellicola è presumibilmente perduta.

## Trama
In Russia, il granduca Valanoff usa violenza su una contadina, la giovane Vania Lazar, uccidendone anche il fidanzato. La ragazza, giurando di vendicarsi, va in Inghilterra dove cambia nome. Lì, diventa ben presto una stella del teatro. Valanoff, che non la riconosce, è uno dei suoi più ardenti ammiratori e lei, perseguendo i suoi piani di vendetta, lo incoraggia. Scopre così che il punto debole del granduca è Leo, il proprio figlio, che in quel momento si trova al fronte, ferito. Vania, diventata infermiera, rintraccia Leo, rimasto con un braccio paralizzato, lo fa innamorare e lo sposa. Dopo il matrimonio, si fa sorprendere dal marito tra le braccia del granduca: il giovane, allora, si uccide e Vania rivela a Valanoff la sua vera identità. All'improvviso, Vania si risveglia e scopre che tutto non è stato altro che un sogno e che lei è ancora una semplice contadina russa.

## Produzione
Il film fu prodotto da  William Fox per la Fox Film Corporation. Venne girato nel New Jersey nel 1915.

## Distribuzione
Il copyright del film, richiesto da William Fox, fu registrato il 23 gennaio 1916 con il numero LP7479, segnato come un lungometraggio in sei rulli mentre altre fonti dell'epoca lo indicano come un film in cinque rulli.
Distribuito dalla Fox Film Corporation, il film fu presentato nelle sale statunitensi il 23 gennaio 1916. Ne venne fatta una riedizione uscita sul mercato degli Stati Uniti il 5 gennaio 1919. Il titolo originale, The Serpent, venne cambiato in Fires of Hate per la distribuzione nel Regno Unito. In Italia, fu usata la traduzione letterale de Il serpente.
Non si conoscono copie ancora esistenti della pellicola che viene considerata presumibilmente perduta.